# لوئیس ویتن
 لوئیس ویتن (انگلیسی: Louis Witten؛ زادهٔ ۱۳ آوریل ۱۹۲۱) یک فیزیک‌دان در زمینه فیزیک نظری و گرانش اهل ایالات متحده آمریکا است.